# Starter for 10
Starter for 10 es una película británica de 2006 dirigida por Tom Vaughan a partir de un guion de David Nicholls, adaptado de su propia novela, Starter for Ten. La película está protagonizada por James McAvoy en el papel de Brian Jackson. Se estrenó en el Festival Internacional de Cine de Toronto en septiembre de 2006, y fue lanzada en Reino Unido e Irlanda el 10 de noviembre de 2006 y en Canadá y Estados Unidos el 23 de febrero de 2007.

## Sinopsis
En 1985, el estudiante británico de clase trabajadora Brian Jackson (McAvoy) transita su primer año en la Universidad de Bristol.

## Elenco
- James McAvoy como Brian Jackson.
- Dominic Cooper como Spencer.
- James Corden como Tone.
- Simon Woods como Josh.
- Catherine Tate como Julie Jackson.
- Elaine Tan como Lucy Chang.
- Alice Eve como Alice Harbinson.
- Rebecca Hall como Rebecca Epstein.
- Charles Dance como Michael Harbinson.
- Lindsay Duncan como Rose Harbinson.
- Benedict Cumberbatch como Patrick Watts.
- Mark Gatiss como Bamber Gascoigne.
- James Gaddas como el padre de Brian.
- John Henshaw como Des.